# Jurgen Ekkelenkamp
Jurgen Ekkelenkamp (Zeist, Países Bajos, 5 de abril de 2000) es un futbolista neerlandés que juega en la demarcación de centrocampista para el Udinese Calcio de la Serie A.

## Trayectoria
Empezó a formarse como futbolista desde muy pequeño en la disciplina del Almere City F. C., hasta que en 2013 se marchó al A. F. C. Ajax. Estuvo ascendiendo de categorías hasta que en 2018 finalmente subió al segundo equipo, el Jong Ajax. Jugó en la Eerste Divisie durante una temporada, donde llegó a jugar diez partidos y anotó tres goles. En la temporada 2017/18 subió al primer equipo haciendo su debut el 19 de abril de 2018 en un partido de la Eredivisie contra el VVV-Venlo, tras sustituir a Noussair Mazraoui. Jugó un total de 40 encuentros con el equipo principal hasta su marcha en agosto de 2021 al Hertha Berlín.
Debutó el 17 de septiembre y a los 87 segundos de entrar al terreno de juego marcó su primer gol para poner el momentáneo empate a uno del triunfo ante el SpVgg Greuther Fürth. Estuvo un año en el que conjunto capitalino antes de ser traspasado en agosto de 2022 al Royal Antwerp F. C., equipo con el que firmó por cuatro temporadas. En la primera de ellas ayudó a conseguir el doblete nacional y al inicio de la tercera, tras haber disputado 92 partidos y anotado once tantos, se marchó al Udinese Calcio.

## Estadísticas

### Clubes
Actualizado al último partido disputado el 25 de mayo de 2025.
| Club                             | Div.          | Temporada     | Liga  | Liga  | Copas nacionales | Copas nacionales | Copas internacionales | Copas internacionales | Total | Total |
| Club                             | Div.          | Temporada     | Part. | Goles | Part.            | Goles            | Part.                 | Goles                 | Part. | Goles |
| -------------------------------- | ------------- | ------------- | ----- | ----- | ---------------- | ---------------- | --------------------- | --------------------- | ----- | ----- |
| Jong Ajax · Países Bajos         | 2.ª           | 2017-18       | 1     | 1     | —                | —                | —                     | —                     | 1     | 1     |
| Jong Ajax · Países Bajos         | 2.ª           | 2018-19       | 21    | 4     | —                | —                | —                     | —                     | 21    | 4     |
| Jong Ajax · Países Bajos         | 2.ª           | 2019-20       | 21    | 11    | —                | —                | —                     | —                     | 21    | 11    |
| Jong Ajax · Países Bajos         | 2.ª           | 2020-21       | 6     | 1     | —                | —                | —                     | —                     | 6     | 1     |
| Jong Ajax · Países Bajos         | Total club    | Total club    | 49    | 17    | 0                | 0                | 0                     | 0                     | 49    | 17    |
| Ajax de Ámsterdam · Países Bajos | 1.ª           | 2017-18       | 3     | 0     | 0                | 0                | 0                     | 0                     | 3     | 0     |
| Ajax de Ámsterdam · Países Bajos | 1.ª           | 2018-19       | 3     | 0     | 1                | 1                | 1                     | 0                     | 5     | 1     |
| Ajax de Ámsterdam · Países Bajos | 1.ª           | 2019-20       | 4     | 1     | 3                | 1                | 1                     | 0                     | 8     | 2     |
| Ajax de Ámsterdam · Países Bajos | 1.ª           | 2020-21       | 15    | 3     | 4                | 0                | 4                     | 0                     | 23    | 3     |
| Ajax de Ámsterdam · Países Bajos | 1.ª           | 2021-22       | 0     | 0     | 1                | 0                | 0                     | 0                     | 1     | 0     |
| Ajax de Ámsterdam · Países Bajos | Total club    | Total club    | 25    | 4     | 9                | 2                | 6                     | 0                     | 40    | 6     |
| Hertha Berlín · Alemania         | 1.ª           | 2021-22       | 21    | 3     | 1                | 0                | —                     | —                     | 22    | 3     |
| Hertha Berlín · Alemania         | Total club    | Total club    | 21    | 3     | 1                | 0                | 0                     | 0                     | 22    | 3     |
| Royal Antwerp F. C. · Bélgica    | 1.ª           | 2022-23       | 33    | 6     | 5                | 0                | 2                     | 0                     | 40    | 6     |
| Royal Antwerp F. C. · Bélgica    | 1.ª           | 2023-24       | 39    | 5     | 6                | 0                | 6                     | 0                     | 51    | 5     |
| Royal Antwerp F. C. · Bélgica    | 1.ª           | 2024-25       | 1     | 0     | ―                | ―                | ―                     | ―                     | 1     | 0     |
| Royal Antwerp F. C. · Bélgica    | Total club    | Total club    | 73    | 11    | 11               | 0                | 8                     | 0                     | 92    | 11    |
| Udinese Calcio · Italia          | 1.ª           | 2024-25       | 34    | 3     | 2                | 1                | —                     | —                     | 36    | 4     |
| Udinese Calcio · Italia          | Total club    | Total club    | 34    | 3     | 2                | 1                | 0                     | 0                     | 36    | 4     |
| Total carrera                    | Total carrera | Total carrera | 202   | 38    | 23               | 3                | 14                    | 0                     | 239   | 41    |

## Palmarés

### Títulos nacionales
| Título                        | Club                | País         | Año  |
| ----------------------------- | ------------------- | ------------ | ---- |
| Copa de los Países Bajos      | A. F. C. Ajax       | Países Bajos | 2019 |
| Eredivisie                    | A. F. C. Ajax       | Países Bajos | 2019 |
| Supercopa de los Países Bajos | A. F. C. Ajax       | Países Bajos | 2019 |
| Copa de los Países Bajos      | A. F. C. Ajax       | Países Bajos | 2021 |
| Eredivisie                    | A. F. C. Ajax       | Países Bajos | 2021 |
| Copa de Bélgica               | Royal Antwerp F. C. | Bélgica      | 2023 |
| Pro League                    | Royal Antwerp F. C. | Bélgica      | 2023 |
| Supercopa de Bélgica          | Royal Antwerp F. C. | Bélgica      | 2023 |